# Kermit Żaba
Kermit Żaba (ang. Kermit the Frog) – muppet, postać żaby z programu Muppet Show (1976–1981) i innych programów telewizyjnych oraz filmów. 
Postać powstała w 1955 dzięki Jimowi Hensonowi, który użył do stworzenia maskotki skrawka zielonego materiału oraz dwóch piłeczek pingpongowych. 9 maja 1995 roku Kermit zadebiutował w amerykańskiej telewizji w programie Sam and Friends. Występował później w Ulicy Sezamkowej i filmach z serii o muppetach.
Animowany przez Hensona Kermit był obiektem burzliwych uczuć ze strony towarzyszącej mu w przedstawieniach świnki, Panny Piggy, którą poruszał Frank Oz. Jim Henson użyczał głosu Kermitowi aż do swojej śmierci. W latach 1990-2016 jego głosem był Steve Whitmire, którego w 2017 roku zastąpił Matt Vogel.